# Jugoslavia ai Giochi della X Olimpiade
La Jugoslavia partecipò ai Giochi della X Olimpiade, svoltisi a Los Angeles, Stati Uniti, dal 30 luglio al 14 agosto 1932, con una delegazione di 1 atleta impegnato in una disciplina.